# Розмивання оподатковуваної бази й виведення прибутку з-під оподаткування
Проєкт Розмивання оподатковуваної бази й виведення прибутку з-під оподаткування, англ. Base erosion and Profit Shifting (BEPS) — проєкт Організації економічного співробітництва та розвитку (ОЕСР), план боротьби з ухиленням від оподаткування та виведенням грошей в офшори.
Ініціатива країн G20 обумовлена потребою розробити багатосторонній механізм боротьби з податковим плануванням, спрямованим на зменшення податкової бази та переміщення оподатковуваного прибутку до юрисдикцій з більш сприятливим режимом оподаткування.

## План дій BEPS
План дій BEPS передбачає 15 заходів боротьби зі схемами ухиляння від оподаткування (деофшоризації):
Захід 1. Вирішення податкових проблем спричинених цифровізацією, англ. Tax Challenges Arising from Digitalisation — наприклад, сплата податку на додану вартість на товари та послуги цифрової економіки.
Захід 2. Нейтралізація ефекту гібридних інструментів (гібридних невідповідностей), англ. Neutralising the effects of hybrid mismatch arrangements — використання компаніями лазівок та невідповідностей між країнами у правилах оподаткування певних видів доходів. Наприклад, міжнаціональна фінансова операція в одній юрисдикції може обліковуватись як податкове вирахування, а в іншій країні — як податкова пільга. Таким чином, знижується податкова база, тобто податок не сплачується в жодній юрисдикції.
Захід 3. Вирішення проблем, які випливають з використання так званих контрольованих іноземних компаній (КІК), англ. Controlled Foreign Company — використання правил оподаткування дивідендів та активів контрольованих компаній для ухиляння акціонерів від оподаткування їх доходів як фізичних осіб. Таким чином доходи акціонера, контролера чи бенефіціара виводяться з юрисдикції країни резидентства особи до країни іншої юрисдикції.
Захід 4. Ліміт на податкове вирахування відсотків — боротьба із зниженням податкової бази шляхом обліку відсотків за кредитами як податкового вирахування.
Захід 5 (мінімальний стандарт). Боротьба з податковими зловживаннями, англ. Harmful tax practices — боротьба з офшорними зонами, тобто спеціальними режимами оподаткування у певних юрисдикціях, що шкодять іншим юрисдикціям.
Захід 6 (мінімальний стандарт). Протидія зловживанням податковими конвенціями англ. Prevention of tax treaty abuse, тобто використання компаній-прокладок для торгівлі між країнами, що не мають міжнародних договорів між ними, але мають преференції при торгівлі з країнами, що входять до податкової конвенції.
Захід 7. Статус постійного представництва, англ. Permanent establishment status, передбачає порядок оподаткування, яким застосовується облік прибутку згідно присутності підприємства у певній юрисдикції. Визначення цього статусу критично важливе для застосування правил оподаткування нерезидентів.
Заходи 8-10. Трансфертне ціноутворення, англ. Transfer Pricing, тобто використання торгівлі між юридичними особами мультинаціональної корпорації. Цим кроком забороняється використовувати знижки для пов'язаних підприємств. Виділяються такі групи: нематеріальні активи, ризики і капітал, операції з підвищеним ризиком.
Захід 11. Аналіз даних про BEPS, англ. BEPS data analysis, розробка методології збору та аналізу інформації про розмивання бази оподаткування та виведення прибутку.
Захід 12. Запровадження обов'язкового розкриття інформації, англ. Mandatory Disclosure Rules. На платників податків накладається обов'язок розкриття схем, які вони використовують для зниження податкової бази та виведення прибутку, тобто використання схем агресивного податкового планування.
Захід 13 (мінімальний стандарт). Звіт «Country-by-Country», CbC, англ. Country-by-Country Reporting. Розкриття інформації мультинаціональними корпораціями про сплачені податки, доходи, прибутки та економічну активність у кожній юрисдикції, в якій вони оперують.
Захід 14 (мінімальний стандарт). Прийняття процедур двостороннього погодження, англ. Mutual Agreement Procedure, визначає механізми вирішення спорів щодо оподаткування, яке на думку платника податків не відповідає умовам податкової конвенції між юрисдикціями.
Захід 15. Багатосторонній інструмент, англ. Multilateral Instrument (MLI), багатостороння конвенція, інструмент для внесення змін у двосторонні угоди для закриття лазівок, що дозволяють уникнути оподаткування.

## Учасники проєкту
Учасниками проєкту є 44 країни-члени ОЕСР та G20.
Країни, що не є членами ОЕСР/G20, можуть брати участь у діяльності робочих груп, регіональних об'єднаннях представників податкових органів, наприклад Внутрішньо-європейська організація податкових адміністрацій (IOTA), членом якої є Податкова адміністрація України.
Розробкою заходів займається Комітет ОЕСР з фіскальних питань через 6 робочих груп.

## BEPS і Україна
З 1 січня 2017 року Україна приєдналася до Програми розширеного співробітництва в рамках ОЕСР й взяла на себе зобов'язання імплементувати Мінімальний стандарт Плану дій BEPS — обов'язкові чотири заходи із п'ятнадцяти.
Мінімальний стандарт – це обов’язкові 4 із 15 кроків, які мають бути реалізовані кожною країною-учасницею. І саме в цьому полягає відповідальність України – реалізувати Мінімальний стандарт Плану дій BEPS. Програма розширеного співробітництва англ. inclusive framework – це платформа для діалогу між країнами, створена задля реалізації заходів з протидії розмиванню податкової бази та виведенню прибутків з-під оподаткування. Мінімальний стандарт включає обов’язкову реалізацію наступних заходів:
- Шкідливі податкові практики або шкідливі пільгові режими – ЗАХІД 5 Плану дій BEPS.
- Удосконалення чинних угод про уникнення подвійного оподаткування шляхом включення до них запропонованих правил запобігання зловживанню угодою - ЗАХІД 6 Плану дій BEPS.
- Удосконалення чинних національних правових норм стосовно документації з трансфертного ціноутворення та майбутнього обміну інформацією - ЗАХІД 13 Плану дій BEPS.
- Удосконалення чинних угод про уникнення подвійного оподаткування шляхом підвищення ефективності механізмів вирішення спорів - ЗАХІД 14 Плану дій BEPS.

Впровадження чотирьох кроків мінімального стандарту BEPS дадуть можливість у повній мірі оподатковувати зароблений в Україні прибуток. У 2019 році Україна ратифікувала Багатосторонню угоду MLI — це виконання двох з чотирьох кроків мінімального стандарту BEPS. Ця угода дозволяє оперативно та одночасно внести зміни в усі необхідні двосторонні угоди про уникнення подвійного оподаткування, яких в угоді перераховано 76.
У березні 2018 Міністр фінансів України Олександр Данилюк заявив, що Євросоюз буде встановлювати санкції щодо тих, хто не запровадив мінімальні стандарти BEPS (план боротьби з ухиленням від оподаткування та виведенням грошей в офшори) до кінця 2018 року. Тому до українського бізнесу можуть вводитися обмеження, якщо Україна не виконає мінімальний стандарт BEPS вчасно і опиниться в «офшорному» списку.

### Законопроєкт BEPS
24 жовтня 2018 Міністерство фінансів України та Національний банк України оприлюднили проєкт закону щодо імплементації Плану дій BEPS.
29 серпня 2019 зареєстровано Проєкт закону 1185 щодо запровадження податку на виведений капітал та імплементації стандартів протидії розмиванню податкової бази та виведення прибутку за кордон